# Кызылюрек, Ниязи
Ниязи́ Кызылъюре́к (тур. Niyazi Kızılyürek, 1959) — кипрский социолог, писатель и журналист, профессор Кипрского университета из турецкого меньшинства острова. В 2019 году избран депутатом Европейского парламента от одной из двух крупнейших партий Кипра, от коммунистической АКЕЛ.

## Молодость
Кызылъюрек родился в 1959 году в смешанном греко-турецком селе Потамьа, которое и сегодня является одним из двух сёл острова сохранившим своё смешанное население.
Через год после его рождения Кипр обрёл независимость от Британской империи. В 1963 году начались столкновения между греческой и турецкой общинами острова и в 1964 году его семья переехала в село Лурукина, которое после турецкого вторжения 1974 года осталось в мёртвой зоне линии прекращения огня и полностью опустело.
В дальнейшем уехал в Германию и поступил в Бременский университет, в котором в 1983 году получил диплом в социологии, политике и финансах.
Его докторская диссертация в том же университете была посвящена Кипрской проблеме.

## Возвращение на Кипр
По завершении учёбы в Германии, он закрепился в своём убеждении, что образованная на севере острова, занятом турецкими войсками с 1974 года, государственная формация является нелегитимной, и что он остаётся гражданином Республики Кипр. Он поселился на юге острова, контролируемом законным правительством Кипра, став одним из немногих тысяч турок-киприотов, упорно отказывающихся от призывов переселиться на подконтрольный турецкой армии и Турции север острова. К тому же, в отличие от этнической чистки и изгнания греческого населения, проведенных турецкой армией на севере острова, правительство Республики Кипр не оказывает никакого давления на турок-киприотов решивших остаться жить на «свободных территориях».
В 1995 Кызылъюрек был принят на работу в Кипрский университет, в качестве лектора на факультете тюркологии. Первоначально его назначение вызвало реакцию националистов и националистических средств массовой информации, развернувших кампанию за его изгнание из университета.
Аргументами были как этническая чистка проведенная турками на севере острова, так и высказанные сомнения о его действительных намерениях.
Однако при поддержке своих университетских коллег он остался в университете. Со временем страсти вокруг Кызылъюрека улеглись.
Его академическая деятельности сфокусирована на новейшей истории Турции, на кипрской проблеме и национализме.
Одновременно с академической деятельностью, вместе с Паникосом Хрисостому, он создал документальный фильм «Наша стена», за который в 1997 году получил премию Ипекчи учреждённую за развитие греко-турецкой дружбы.
В 2013 году он стал деканом факультета гуманитарных наук и на 2016 год был профессором политической истории в Кипрском университете, специализируясь в политической истории Турции и Кипра
В 2014 году он стал одним из советников президента Кипрской республики Никоса Анастасиадиса по вопросам Турции в правительственном Геостратегическом консультативном совете

## Писатель и журналист
Кызылъюрек написал около 20 книг. Он также регулярно пишет статьи в кипрской турецкой газете левой политической ориентации Yeni Düzen и в κипрской греческой газете «Симерини» правой политической ориентации.
Владеет 5 языками — греческим, турецким, французским, немецким и английским.

## Депутат Европарламента
В 2019 году Кызылъюрек баллотировался в Европейский парламент от прокоммунистической ΑΚΕΛ.
Участие турок-киприотов в выборах не противоречит законодательству Республики Кипр, в архивах которой зафиксированы около 115 тысяч турок-киприотов, имеющих удостоверения личности или паспорта Республики Кипр, из них 80 тысяч с правом голоса.
Право участия в выборах естественно не распространяется на несколько сотен тысяч турок и курдов переселенных из Турции на север острова в нарушение резолюций ООН, с целью изменения демографии острова (сегодня на севере острова проживают около 300 тысяч человек, из которых только 100 тысяч являются турками- киприотами, остальные 200 тысяч являются переселенцами с материковой Турции.
Несмотря на противодействие турецких властей, на прошлых выборах в Европарламент 1500 турок-киприотов решились пересечь демаркационную линию и использовать своё право голоса.
Но в 2019 году речь шла не только о праве голоса, а о кандидатуре предложенной и поддержанной компартией Кипра (АКЕЛ).
Кандидатура Кызылъюрека вызвала в стране дебаты; по мнению критиков его кандидатуры, это станет поощрением турецкой непримиримости и узаконивания присутствия оккупационной турецкой армии на территории Кипра.
В статье Что случилось на Кипре опубликованной в турецкой Hürriyet, журналист Юсуф Канли, известный противник воссоединения Кипра на федеративных началах, высказал свою озадаченность кандидатурой Кызылъюрека и свои сомнения в том что он будет избран.
Однако при поддержке компартии, Кызылъюрек был избран в Европейский парламент, получив 25.051 голосов, став вторым среди кандидатов AKEL, после Георгиоса Георгиу
Если принять во внимание, что на выборах 2019 года ожидалось участие до 10 тысяч турок киприотов, но проголосовали 5604 турок-киприотов и из них за АКЕЛ проголосовали 75 %, становится очевидным, что для избрания Кызылъюрека этих голосов было недостаточно, и что его избрание стало возможным благодаря голосам греков-киприотов.
Около 25 % голосов этих 5600 турок-киприотов были даны партии «Ясеми» Шенера Левента, который несмотря на угрозы его жизни со стороны турецких экстремистов, продолжает издавать газету на севере острова, с той лишь только разницей, что после закрытия турецкими властями его газеты «Европа», он переименовал её в «Африка».
Избрание Кызылъюрека вызвало противоречивые оценки. Его критики задаются вопросом его лояльности Республике Кипр, поскольку Кызылъюрек ранее заявлял, что он будет представлять в Европарламенте общину турок-киприотов (а не Кипра в целом) и что он будет продвигать турецкий язык как официальный язык Европарламента (поскольку он является одним из официальных языков Республики Кипр). С другой стороны, его сторонники неоднократно отмечали позицию Кызылъюрека о мирном воссоединении Кипра и его явное осуждение турецкого вторжения и оккупации одной трети острова турецкой армией, а также этнической чистки греков -киприотов в 1974 году и грабежа их имущества производимого с 1974 года.
Критики кандидатуры Кызылъюрека отмечают, что будущее покажет если Кызылъюрек оправдает доверие кипрских коммунистов, поддержавших его кандидатуру.
Генсек АКЕЛ, Андрос Киприану, отметил что кандидатура Кызылъюрека имела плюсы и минусы, поскольку многие сторонники партии не проголосовали за неё, скорее всего из-за кандидатуры Кызылъюрека.
Сам Кызылъюрек после выборов поспешил заявить, что он «будет работать, чтобы приблизить две общины острова одну к другой» и что в Европарламенте «он будет представлять не общину турок-киприотов, а весь кипрский народ».

## Работы
В числе работ Кызылъюрека:
- (2009) Турки-киприоты, Турция и Кипрская проблема (Οι Τουρκοκύπριοι, η Τουρκία και το Κυπριακό, Εκδόσεις Παπαζήση)
- (2006) Глафкос Клиридис, Путь страны (Γλαύκος Κληρίδης, Ελληνικά Γράμματα)
  - Изданной также в 2008 году на английском Glafkos Clerides: The Path of a Country, Rimal Publications, Nicosia, 2008, 278 p. ISBN 9789963610341
- (2009) Кипр, Тупик национализмов, Чёрный список (Κύπρος, το αδιέξοδο των εθνικισμών, Μαύρη Λίστα)
- «Кипр в тисках национализма» (на турецком)
- «История ещё не родившегося государства: Объединённая Кипрская Республика» (на турецком).

## Награды[6]
- 1997 — Премия Абди Ипекчи
- 2006 — французский Орден Академических пальм